# BD+20 594b
BD+20 594b هو كوكب خارج المجموعة الشمسية في كوكبة الحمل يدور حول نجم يطلق علية BD+20°594. اكتشف الكوكب بواسطة المركبة الفضائية كيبلر بالتعاون مع مطياف الباحث الكوكبي بالسرعة الشعاعية عالية الدقة (HARPS) في مرصد لاسيلا في تشيلي.

## التسمية
BD+20 594b تشير إلى أن الكوكب يدور حول نجم موجود في فهرس بونر دورشموستيرونغ ( Bonner Durchmusterung) والرقم 594 هو القيد في نطاق الدرجة +20 (الميل الزاوي من +19 إلى +20 درجة)؛ b تشير إلى أنه أول كوكب اكتشف يدور حول هذا النجم. الكوكب معروف أيضاً بالتسمية ( K2-56b) تشير هذة التسمية إلى أنة كوكب يدور حول نجم مفهرس في دليل مهمة كيبلر 2 . والرقم 56 يدل على رقم النجم في الدليل .

## خصائص
يقدر نصف قطر BD+20 594b بنحو 2.2 R⊕ وكتلة تعادل 16.31 M⊕ لذلك يعتبر الكوكب أصغر بكثير من نبتون  هذة التقديرات تدل على أن الكوكب قد يكون صخري مما يجعله يصنف كأرض ضخمة. ويعتقد أن الكواكب التي نصف قطرها أكبر من 1.6 مرة من نصف قطر الأرض ليست فالعادة صخرية. متوسط المسافة المدارية للكوكب 0.241 وحدة فلكية ويكمل مدارة خلال فترة مدارية تستغرق نحو42 يوماً.